# Киндяковка

Карта Симбирска начала XX века с отметкой Киндяковки

Киндяковка — микрорайон Железнодорожного района Ульяновска. Находится в южной части Железнодорожного района Ульяновска. Является самым большим микрорайоном района. Площадь микрорайона составляет 7,70 км². Население составляет примерно 60 % от населения Железнодорожного района, то есть около 44 тыс. чел.

## География
Микрорайон Киндяковка расположен на высоком водоразделе между реками Волгой и Свиягой. Чётких юридически обозначенных границ Киндяковка не имеет, но фактически её северная граница проходит по выемке железной дороги на рубеже улиц Локомотивной и Кирова. Западная граница Киндяковки проходит по извилистому берегу реки Свияги, восточная — по берегу громадного зеркала ульяновского плёса Куйбышевского водохранилища, южная — по линии от Посёлка имени Карамзина до микрорайона Опытное Поле. Историческое ядро Киндяковки — бывшая деревня Винновка, которую до 1918 года называли Киндяковкой, поместье Киндяковых.

## Название

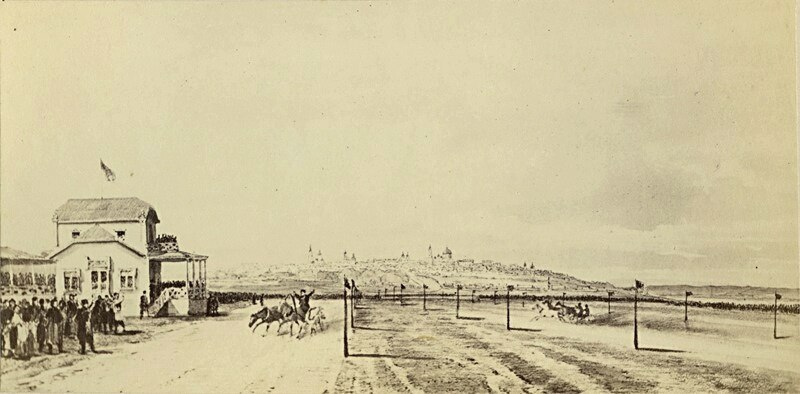
«Симбирский бег». Рисунок А. П. Боголюбова, 1863. (На Симбирском ипподроме). Располагался на территории современного Ульяновского моторного завода

Название закрепилось в начале XX века, которому способствовала железнодорожная станция «Киндяковка» Московско-Казанской железной дороги, а также экономика «Киндяковка» — передовое сельскохозяйственное предприятие владелицы Е. М. Перси-Френч, находившиеся ранее на месте современной железнодорожной станции «Ульяновск-Центральный».

## История
12 мая 1896 года началось строительство новой железнодорожной ветки от станции Инза до станции Симбирск Московско-Казанской железной дороги, а 28 декабря 1898 года, рядом с сельцом Винновка, открылся разъезд который назвали «Киндяковка», а в 1916 году открылась ж/д станция «Киндяковка». По началу здесь жили рабочие обслуживающие разъезд и станцию. Первой улицей стала — Диспетчерская.
В октябре 1910 года с городского ипподрома (располагался на территории современного Ульяновского моторного завода, примерно в районе остановки «По требованию» (заправка Татнефть), переведён в северную часть города в 1948 г.) был совершён первый полёт аэроплана над Симбирском. Моноплан «Анрио», пилотируемый графом Михаилом Фёдоровичем Сципио дель Кампо, пролетев в сторону ближайшего леса (Винновская роща), затем повернул к железнодорожному вокзалу Симбирск-I и вернулся к месту взлёта. А 29 июня 1912 года, снова с ипподрома, состоялся полёт Александра Алексеевича Васильева. На аэроплане Blériot («Блерио») он поднялся на высоту 200 метров, затем 300 метров, выполнил несколько сложных фигур в воздухе и, совершив три круга над ипподромом, благополучно приземлился.
В 1918 году здесь проходили ожесточённые бои Гражданской войны. См. статью: Симбирская операция.
В конце сентября 1918 года, дождливой ночью, на станции «Киндяковка», трагически погиб самый дорогостоящий жеребец Российской Империи — орловский рысак Крепыш.
В 1920-х гг. была проведена лесовозная ж/д ветка от ст. Киндяковка МКЖД — Ясашно-Ташлинская (ныне разъезд Ташла) — вглубь Арбуженского лесного массива, протяжённостью 39 км, а при ст. Киндяковка I открылись лесные и дровяные склады.

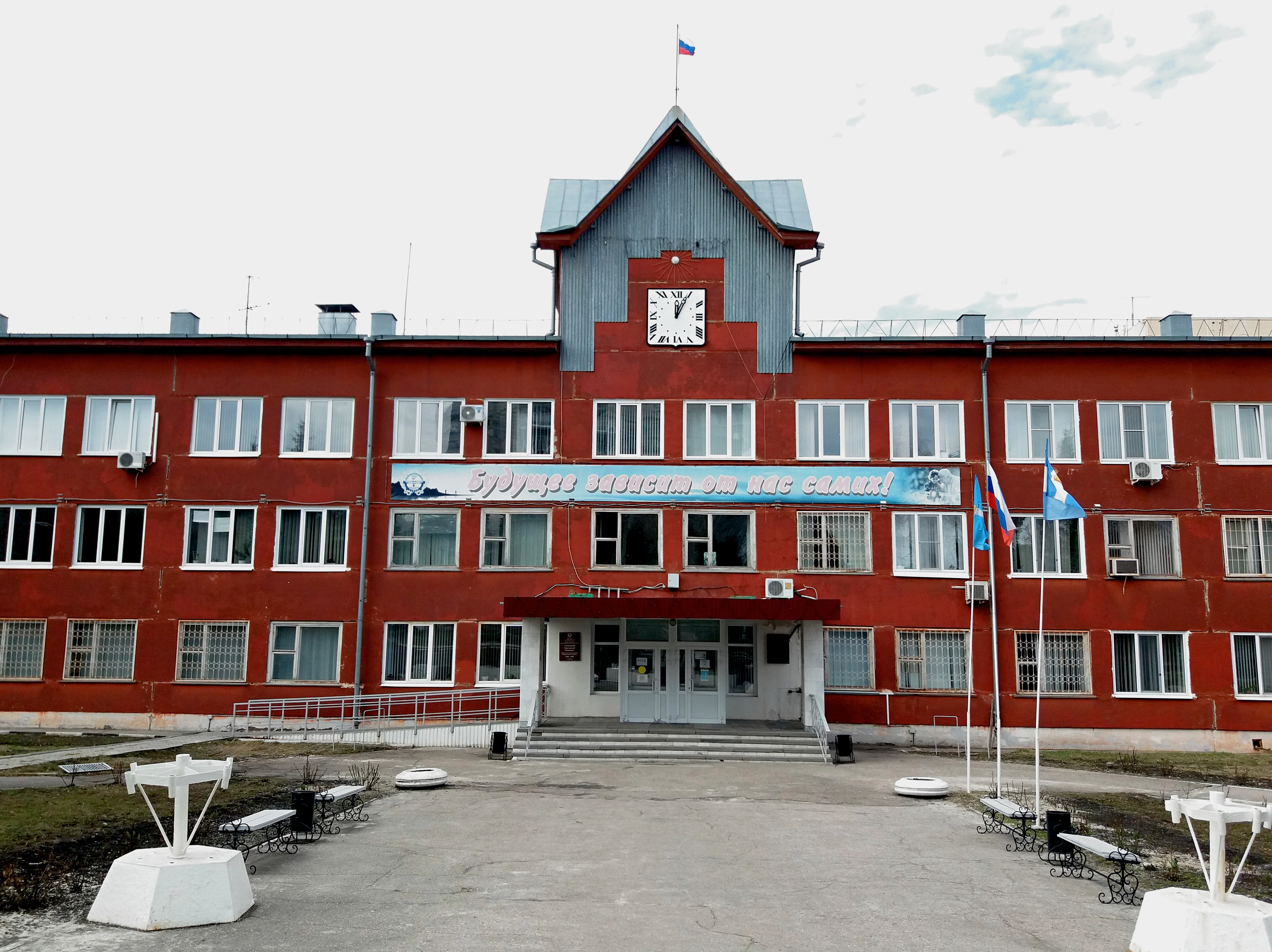
Административное здание Железнодорожного района

На 1924 год, ж/д разъезды «Киндяковка-I» и «Киндяковка-II» вместе с д. Винновка и хутором Киндяковка, входили в Винновский сельсовет Ульяновскую волость Ульяновский уезд Ульяновскую губернию, в котором в 175 дворах жило 846 человек.
В 1941—1942 годах на станцию Киндяковка прибывали составы с эвакуированными в Ульяновск из западных областей СССР предприятиями и беженцами. Всю Великую Отечественную войну на станции формировались воинские эшелоны, идущие на фронт, а в Винновской роще действовали учебные лагеря по подготовке бойцов.
Осенью 1941 года в Ульяновск был эвакуирован часть цехов Московского автомобильного завода им. И. В. Сталина, который был размещён в Киндяковке. Завод был переименован в УльЗиС. В конце апреля 1942 года была собрана первая машина — «трёхтонка» ЗИС-5, она была второй массовой моделью после «полуторки» Горьковского автозавода ГАЗ-ММ, которая обеспечивала нужды Красной Армии в годы Великой Отечественной войны 1941—1945 годов.
С 22 февраля 1942 года началось строительство Волжской рокады и Киндяковка стала крупным ж/д узлом.
25 февраля 1942 года город Ульяновск был разделён на районы. В Засвияжье был образован Сталинский район, куда и вошёл посёлок Киндяковка. Впервые Железнодорожный район был образован 4 июня 1954 года Указом Президиум Верховного Совета РСФСР, выделенный из части Сталинского района города Ульяновска. В состав района вошли: посёлок Киндяковка, слобода Туть, посёлок Борьба и посёлок мостостроительного поезда № 829 (основаны в 1942 г. со строительством Волжской рокады), УМЗ, пивзавод и жилые дома по волжскому косогору. 22 ноября 1958 года деление города на районы было упразднено, а с 1966 года Киндяковка вошла в состав вновь образованного Железнодорожного района.
Во второй половине 1940-х годов появились улицы посёлка моторного завода — Трудовая (неофициально её называли «Аллейка») и Индустриальная, состоявшие из переданных СССР по репарации финских и немецких деревянных щитовых домов (ныне не существуют).
В апреле 1951 года Совет Министров СССР издал распоряжение о строительстве в Ульяновске кожевенно-обувного комбината. В апреле 1954 г. в Киндяковке начато строительство комбината. Со строительством комбината начали строить и жилые дома.
В 1957 году в Киндяковку до кожкомбината (Сызранское шоссе (с 1967 г. — проспект Гая)) была продлена линия Ульяновского трамвая.
27 февраля 1965 года был основан «Ульяновский хладокомбинат».
В конце 1960-х годов часть улиц в Киндяковке к столетнему юбилею Ленина строилась ударными темпами. Некоторые строительные бригады приезжали из других городов. Так, многие дома на улице Хрустальной строила бригада из города Гусь-Хрустальный, от этого и пошло название этой улицы.
В 1969 году с центра города на проспект Гая перевели фабрику имени КИМ, с 1 апреля 1992 года — Ульяновская трикотажная фабрика «Русь».
10 апреля 1970 года на месте старого деревянного здания вокзала состоялось открытие нового железнодорожного вокзала «Ульяновск-Центральный».
В 1973 году с центра города на проспект Гая перевели Ульяновский мебельный комбинат.
В начале 1975 года был запущен новый мост через Свиягу, связавший микрорайон УЗТС с Киндяковкой.
В 1985 году сдан в эксплуатацию новый пивоваренный завод.

## Экономика
В Киндяковке находятся все промышленные предприятия района: Ульяновский моторный завод, трикотажная фабрика «Русь», Ульяновский хладокомбинат, Ульяновский хлебозавод № 3, ЗАО «Ульяновская обувная фабрика», Ульяновский пивзавод «Витязь», ныне филиал завода «Трёхсосенский», Ульяновский мебельный комбинат, кондитерская фабрика «Волжанка», Ульяновское отделение Куйбышевской железной дороги — филиал ОАО «РЖД» и другие.

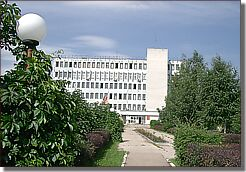
Здание заводоуправления ПК «Витязь»
Здание УМЗ
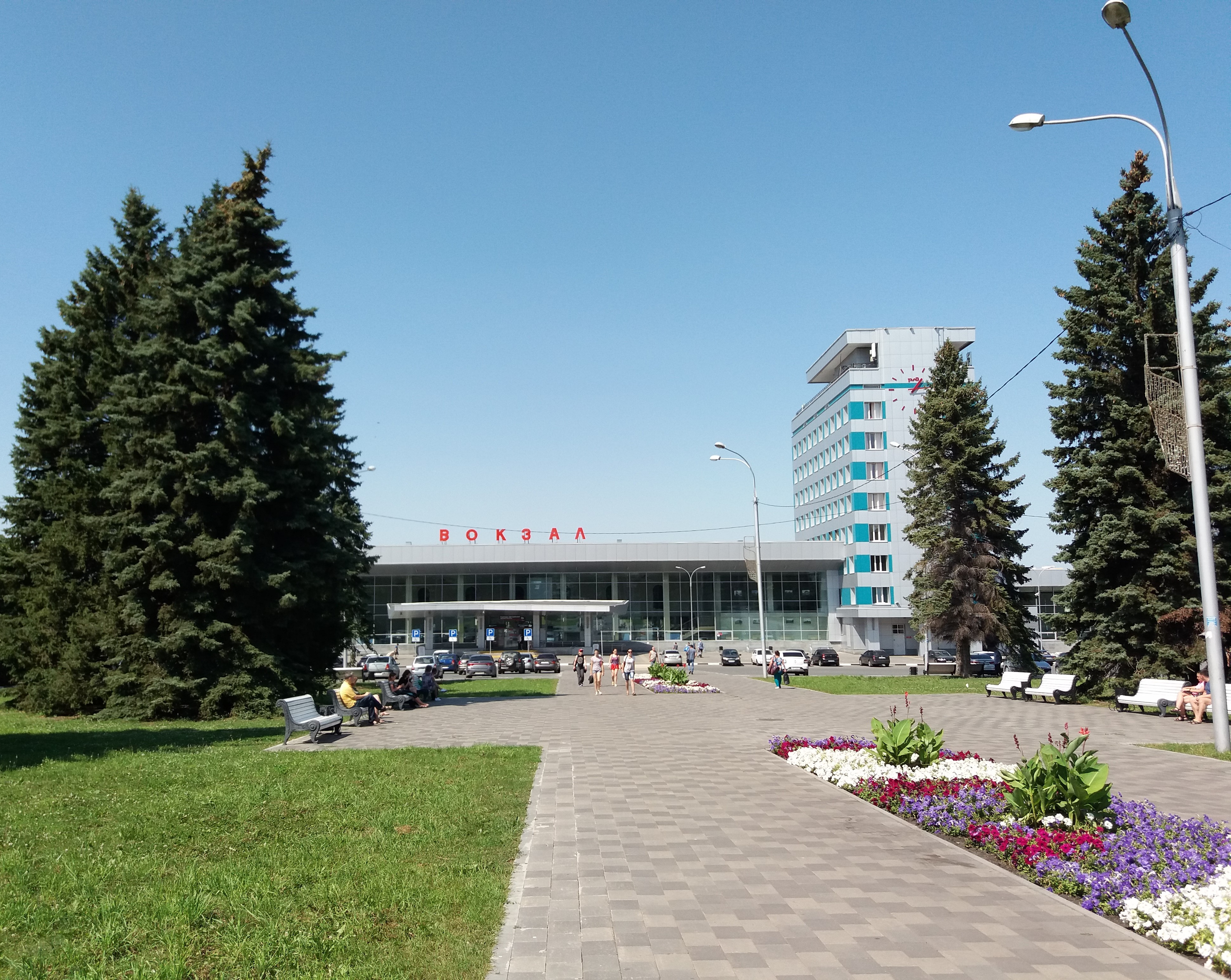
Ж-д вокзал Ульяновск-Центральный

## Культура

### Кинотеатры
- Дом культуры «Киндяковка»;
- Кинотеатр «Современник», ныне Киноконцертный комплекс «Современник»[29];

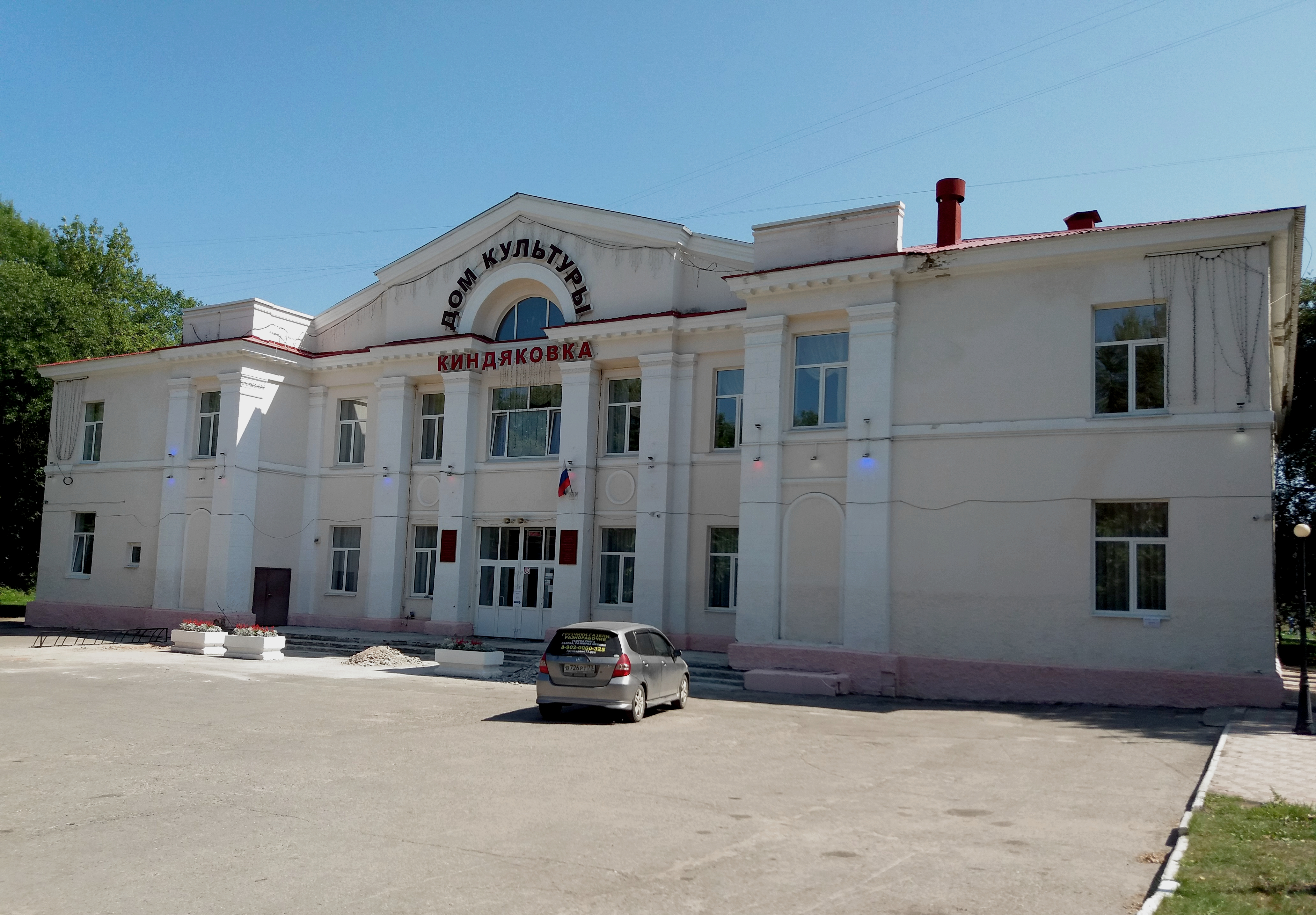
Дом культуры «Киндяковка»
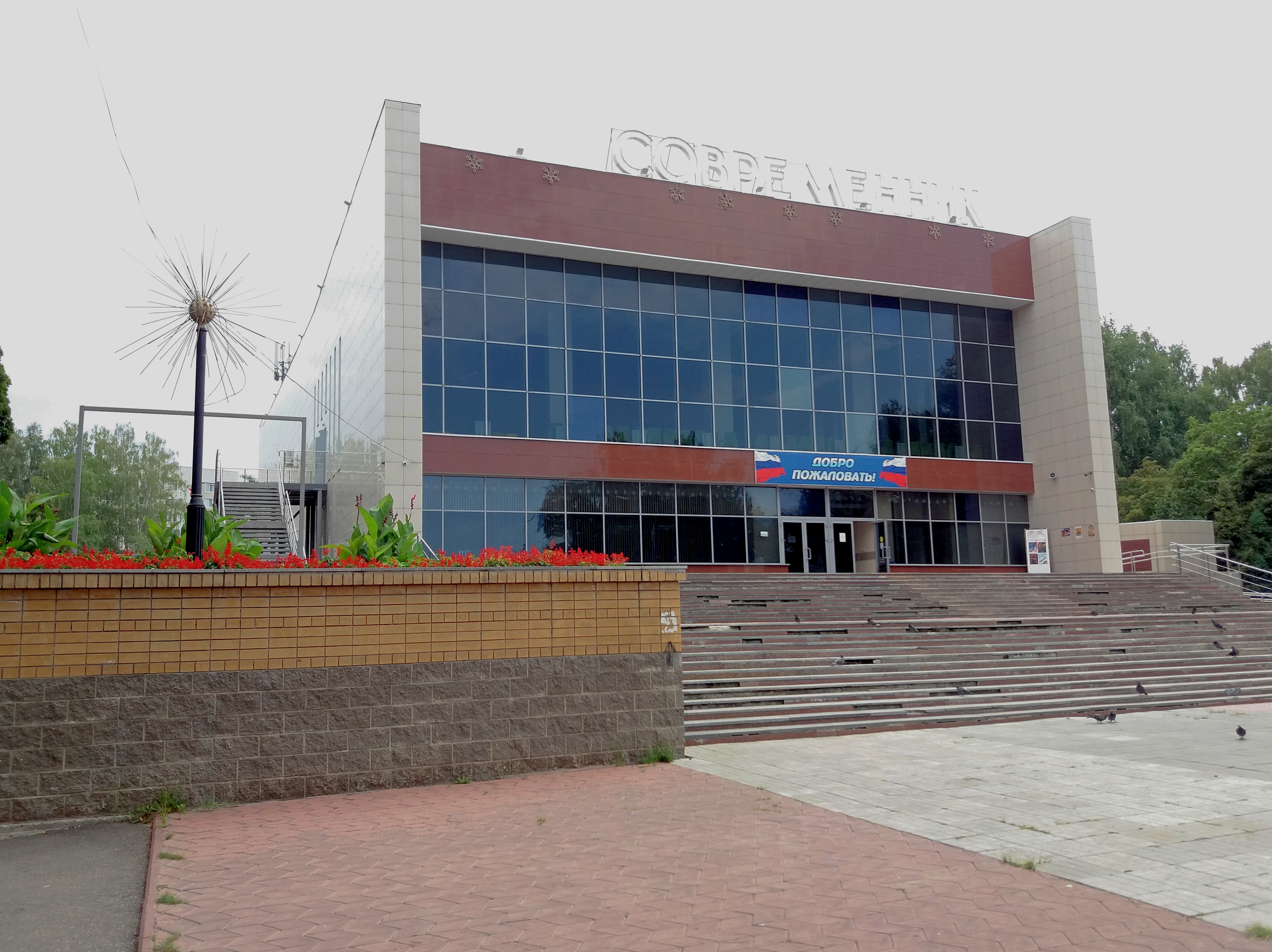
ДК «Современник»

### Религия

###### Церкви
- Церковь Иоанна Предтечи (ул. Хрустальная)[30];
- Храм Святых Иоакима и Анны (ул. Хрустальная)[31][32];
- Храм Святого Великомученика Георгия Победоносца (п-т Гая);
- Храм в честь свт. Спиридона Тримифунтского (п-т Гая, 100, строящийся храм)[33][34];
- Часовня во имя Святой Мученицы Ирины (ул. Локомотивная, 106 А);
- Храм во имя преподобного Сергия Радонежского при НОУ Симбирская общеобразовательная гимназия Дар[35];

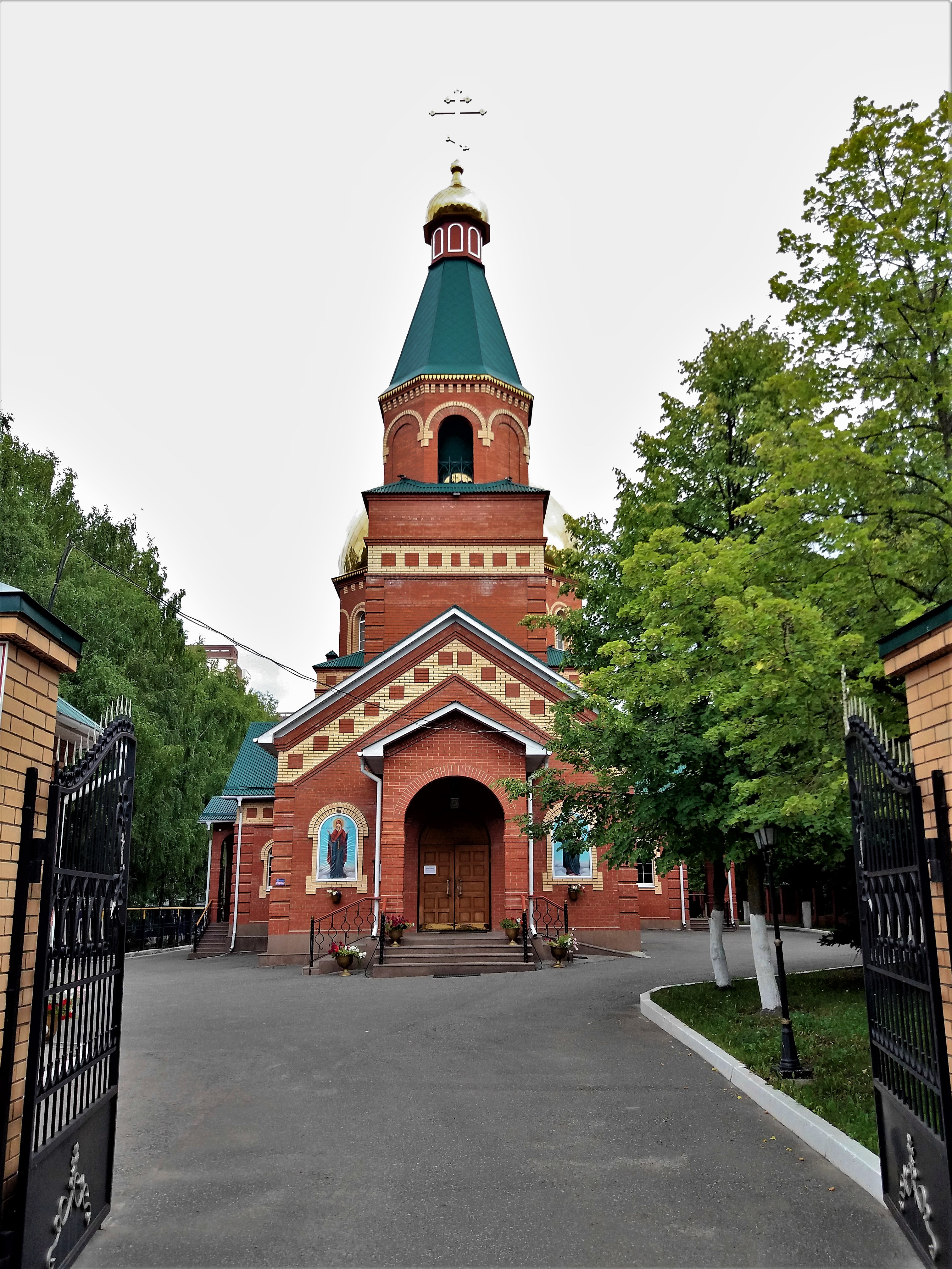
Церковь Иоанна Предтечи
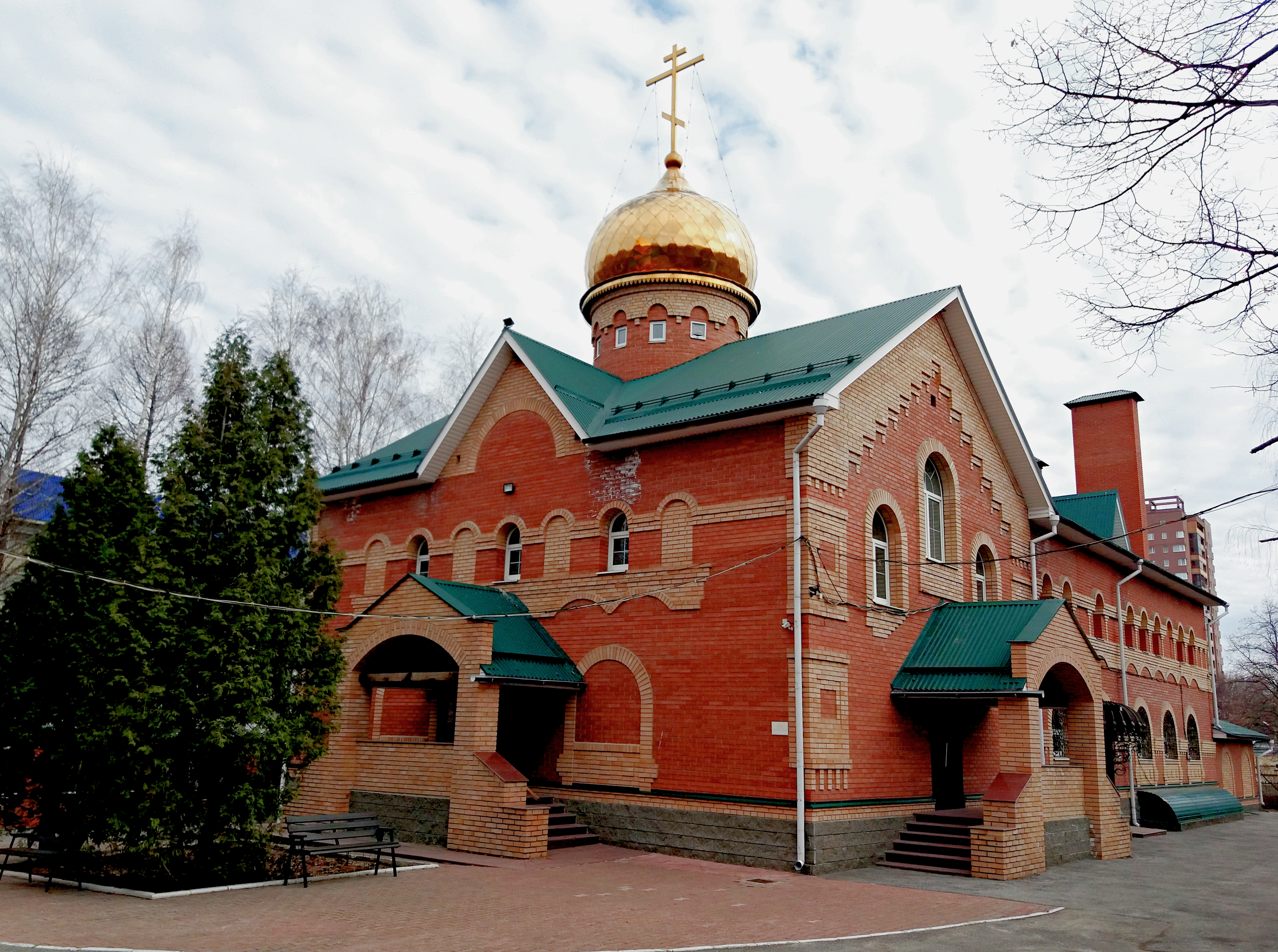
Храм Святых Иоакима и Анны
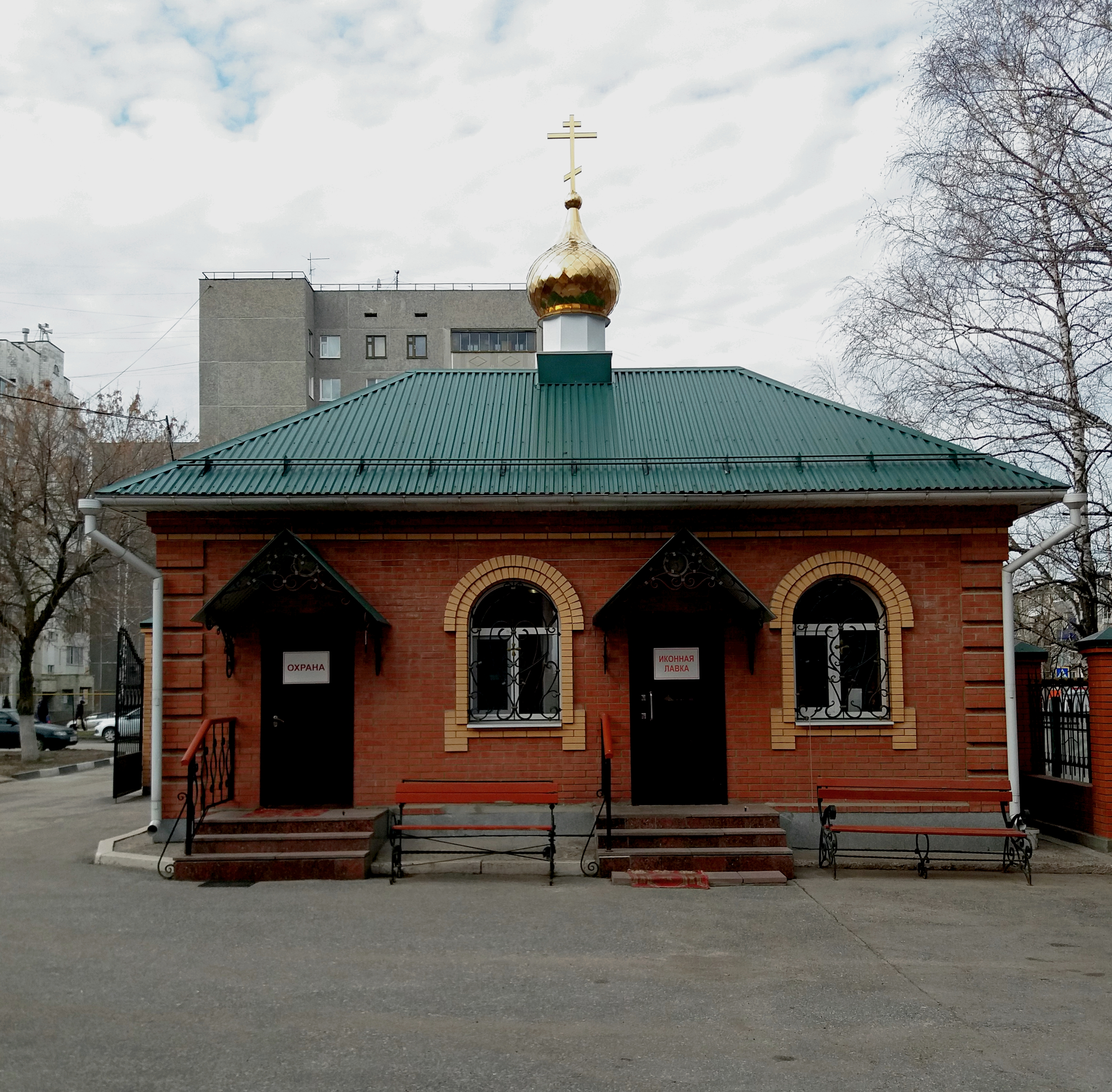
Церковная лавка
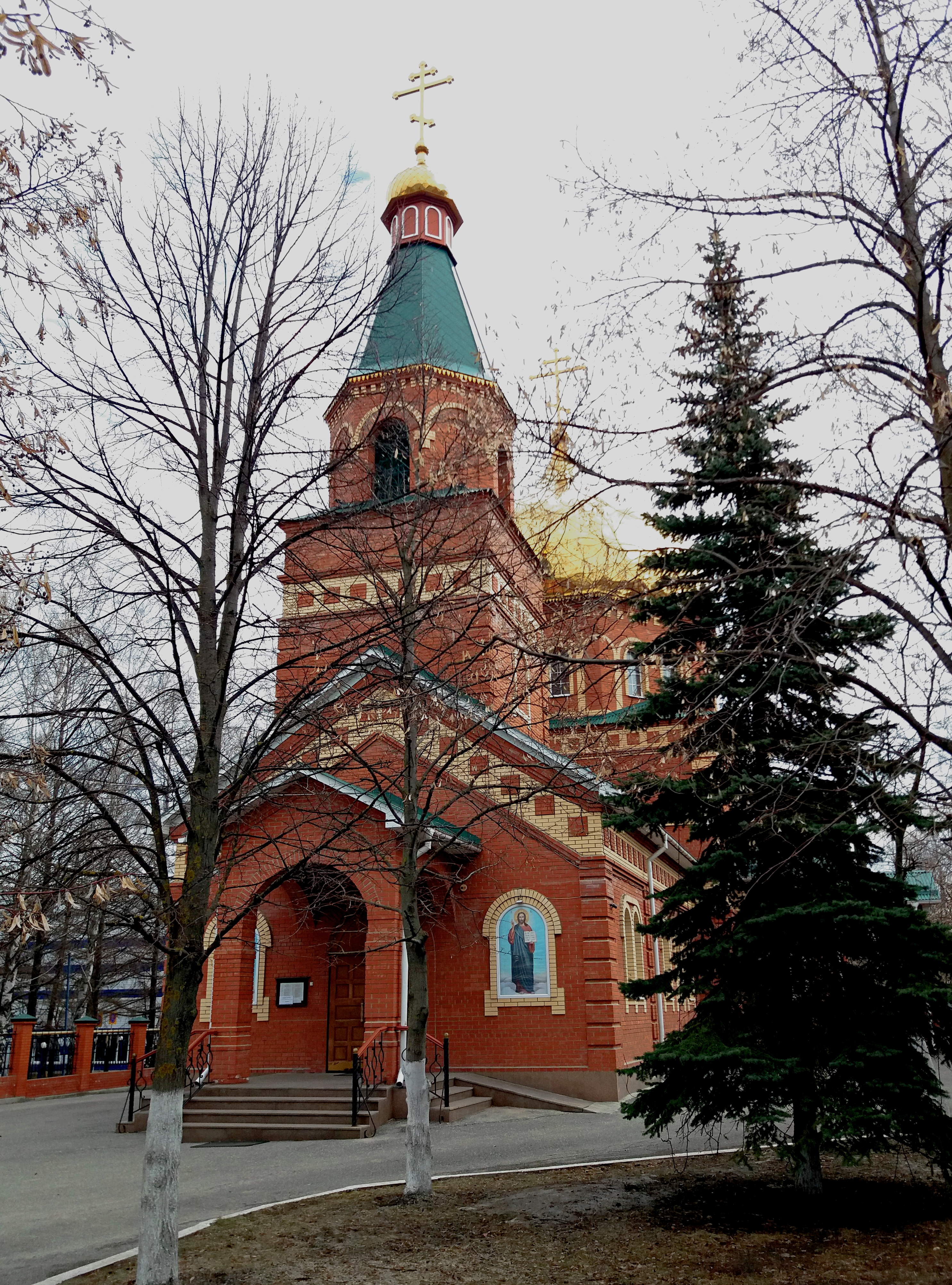
Церковь Иоанна Предтечи
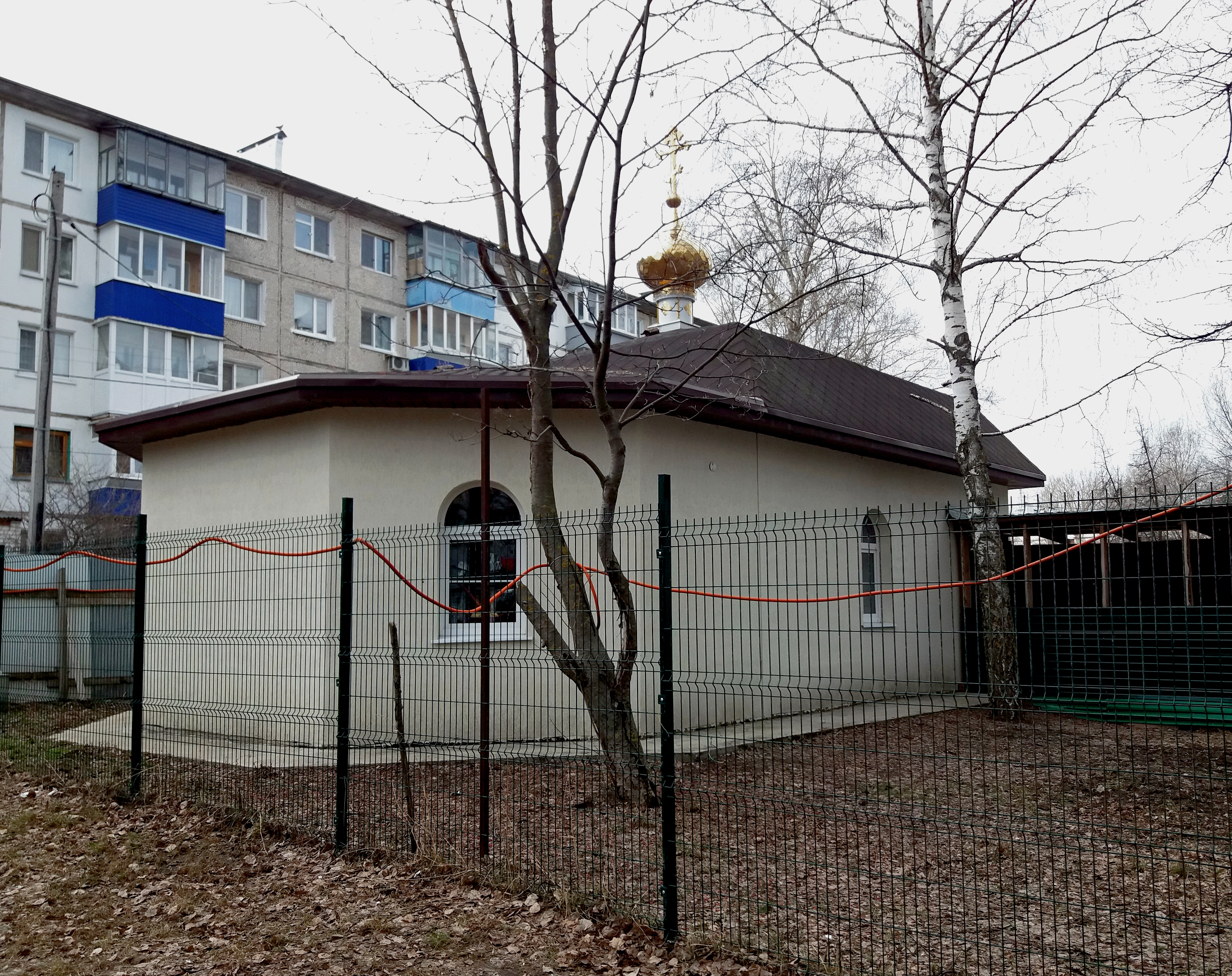
Храм Святого Великомученика Георгия Победоносца (строится)

###### Мечети
- Махалля (2-й Инзенский пер.);
- Медина (ул. Профсоюзная);

### Памятники
- Памятный знак «Воинам-десантникам, участникам боёв на р. Свирь в 1944 г. посвящается…»Памятник Ленин и красноармеец.Памятник ЗИС-5;

Памятный знак «Воинам-десантникам, участникам боёв на р. Свирь в 1944 г. посвящается…»

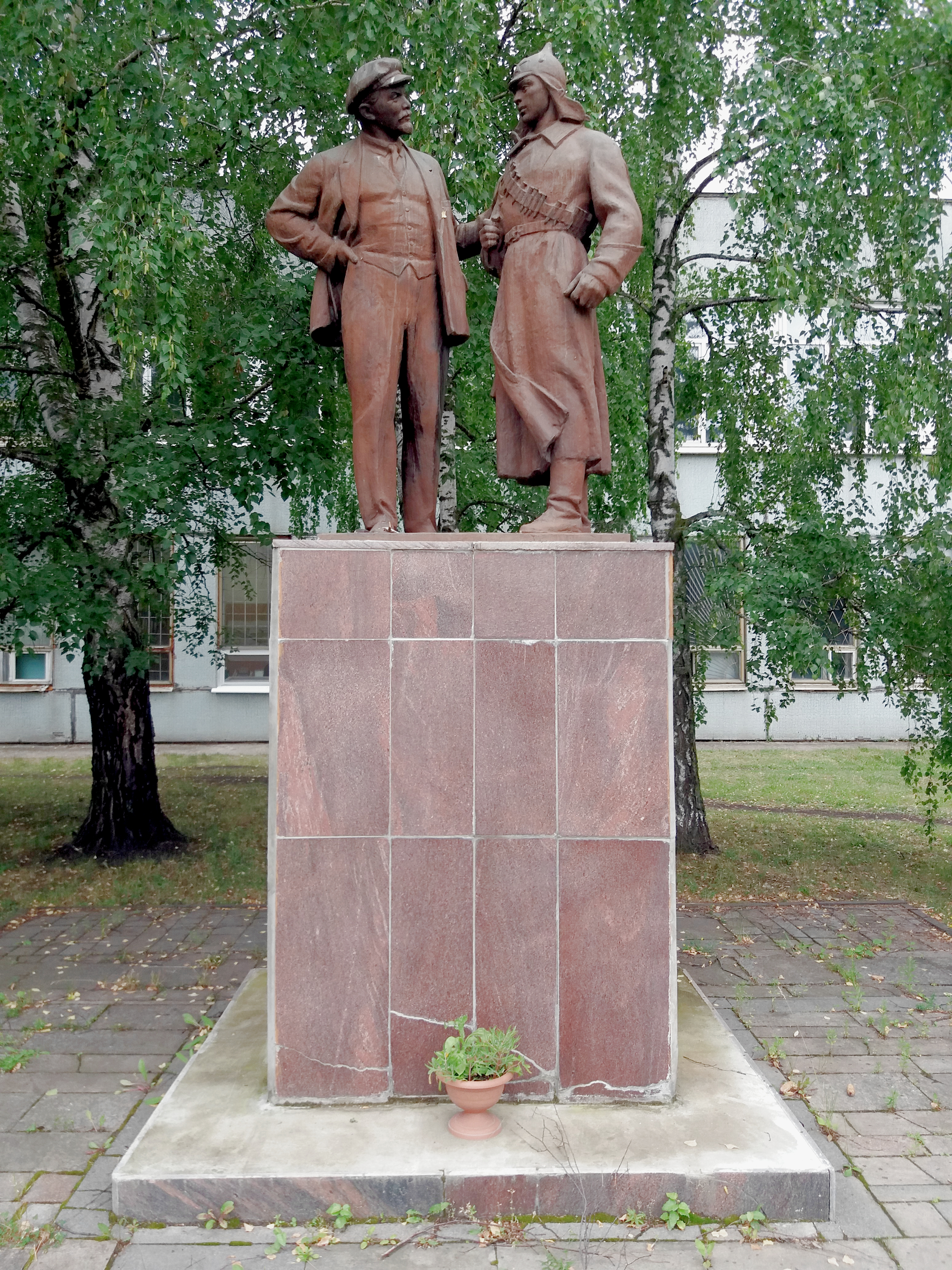
Памятник Ленин и красноармеец.

- Памятник паровозу Л-3291 «Победа»;
- Памятник Г. Д. Гаю (1986);
- Памятник «Ленин и красноармеец»;
- Памятник-часовня Святого великомученика Георгия Победоносца (Сквер 60-летия Великой Победы, ул. Кольцевая);
- Памятный знак «Воинам-десантникам, участникам боёв на р. Свирь в 1944 г. посвящается…» (2010)[36];
- Обелиск «Город трудовой доблести» (2021)[37];

Памятник Гаю Дмитриевичу Гаю
Памятник паровозу серии Л-3291 «Победа»
Памятник ГАЗ-5, УМЗ
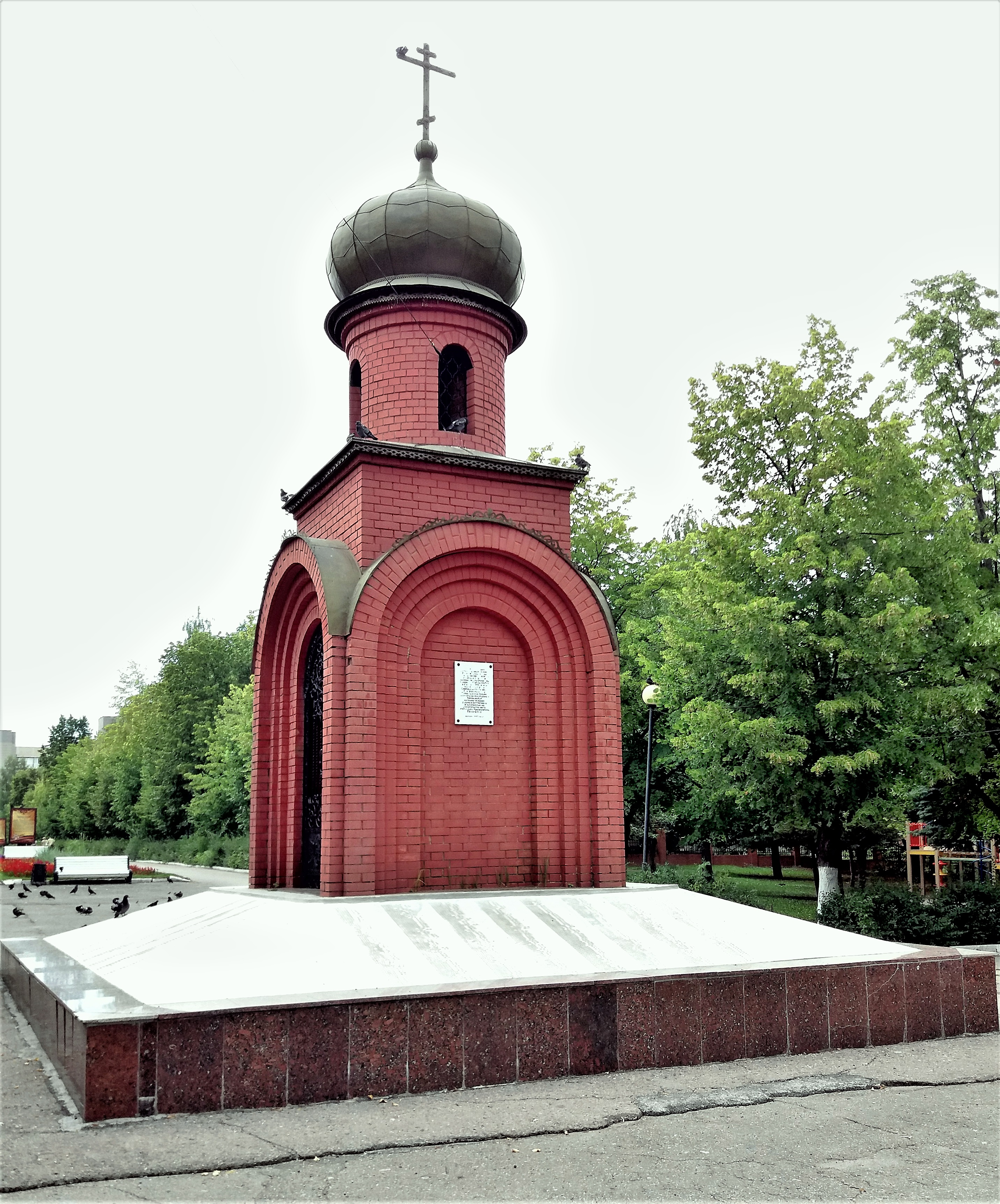
Памятник-Часовня Георгия Победоносца
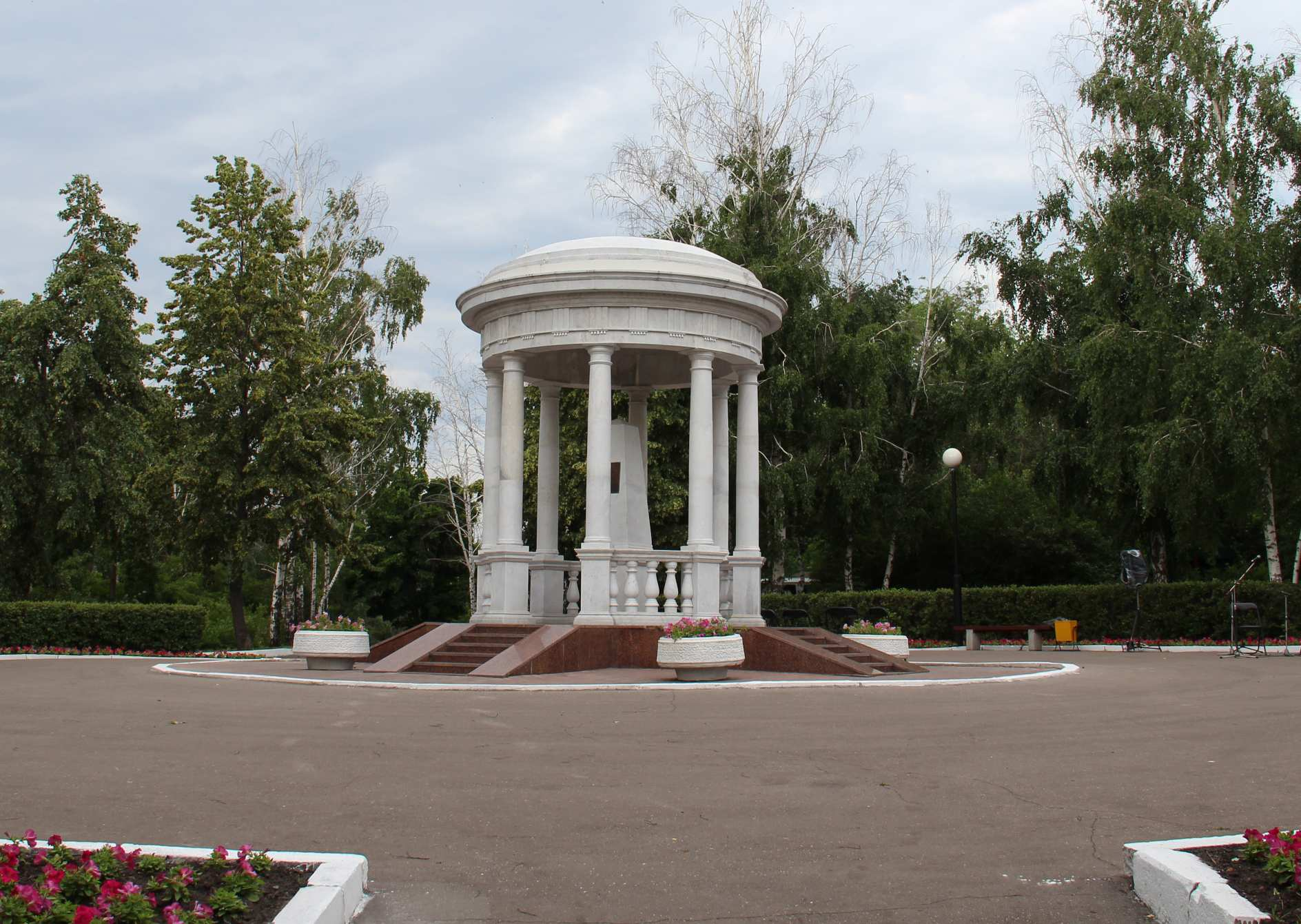
Беседка Гончарова
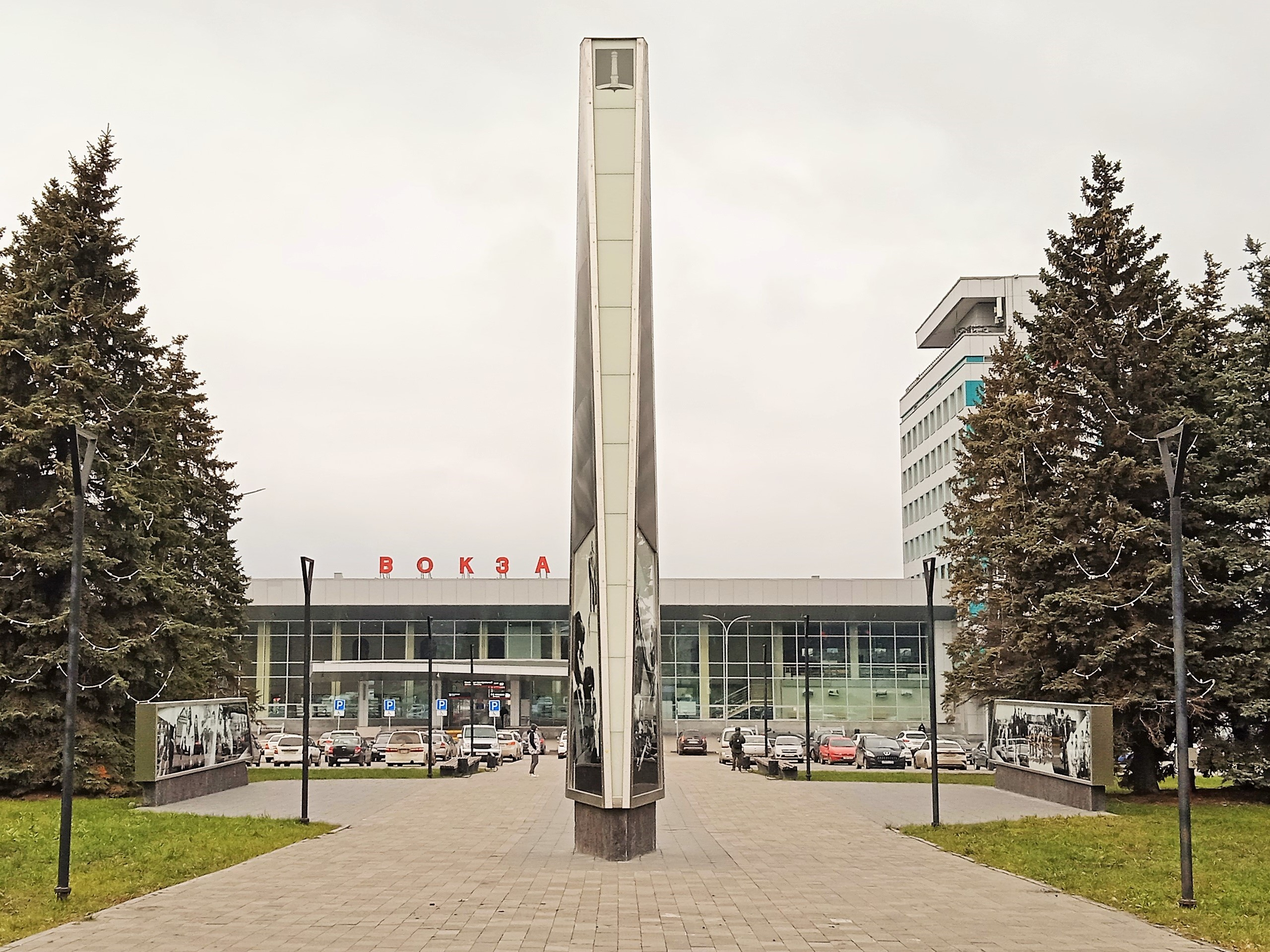
Монумент - Город трудовой доблести.

### Скверы
- Сквер имени первого мордовского просветителя Авксентия Юртова[38];
- Сквер «60-летия Великой Победы»;
- Сквер «Моторостроителей»;
- Сквер «Современник»;

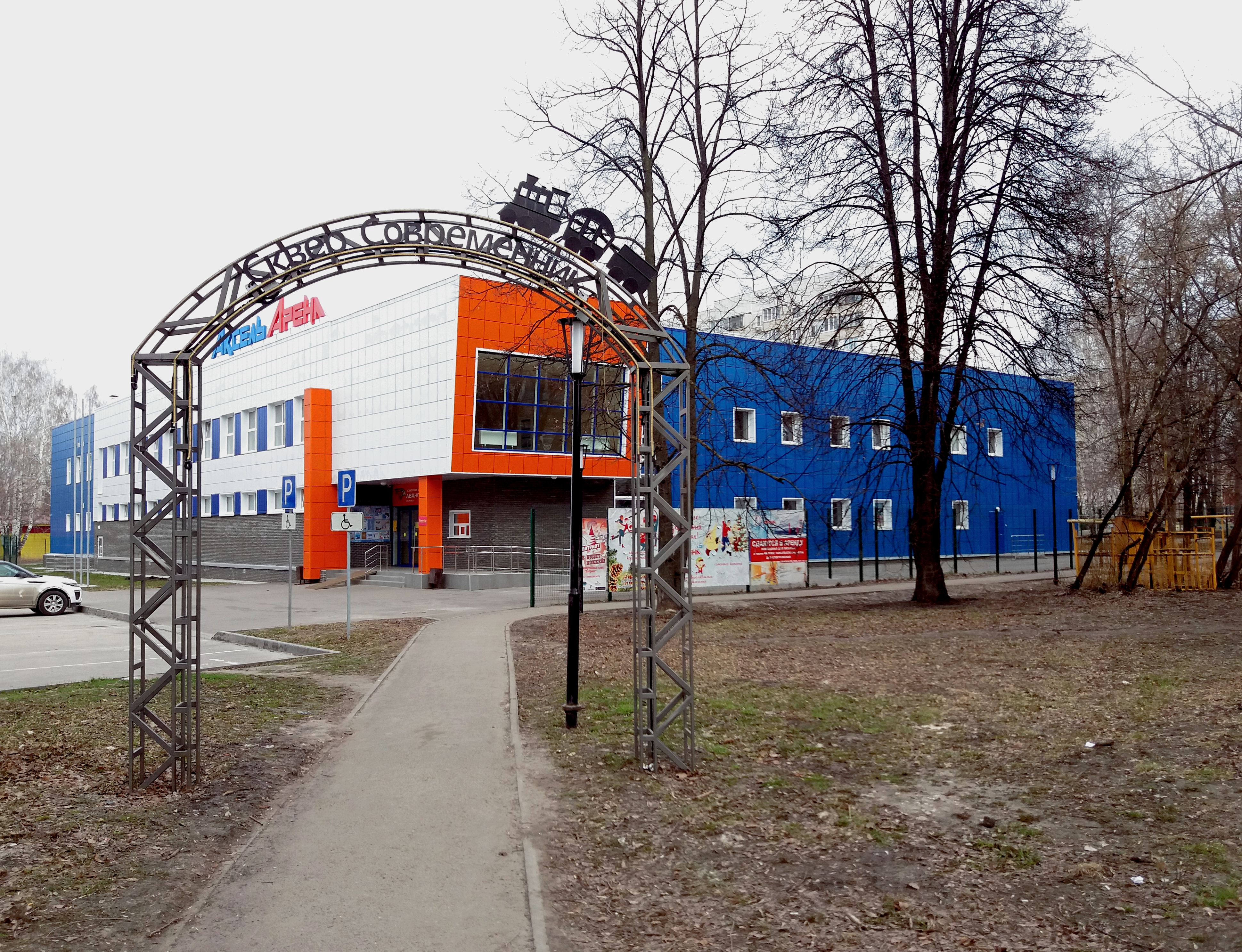
Сквер «Современник»

### Музеи
- Музей УМЗ (открыт 6.09.1984)[39];
- В средней школе № 31 г. Ульяновск (открыт в 1967 году[40]) музей Героев Свири[41][42][43];
- Музей Киндяковки[44][45];

### Достопримечательности

ПКО «Винновская роща»

- ПКО «Винновская роща»Винновка;
- Винновская роща;
- Мемориальная беседка Гончарова

## Спорт
В микрорайоне развит спорт. В Киндяковке действуют: ФОК «Автомобилист», Ледовый комплекс «Аксель Арена», стадионы «Локомотив» и «Мотор», ДЮСШ «Мотор».

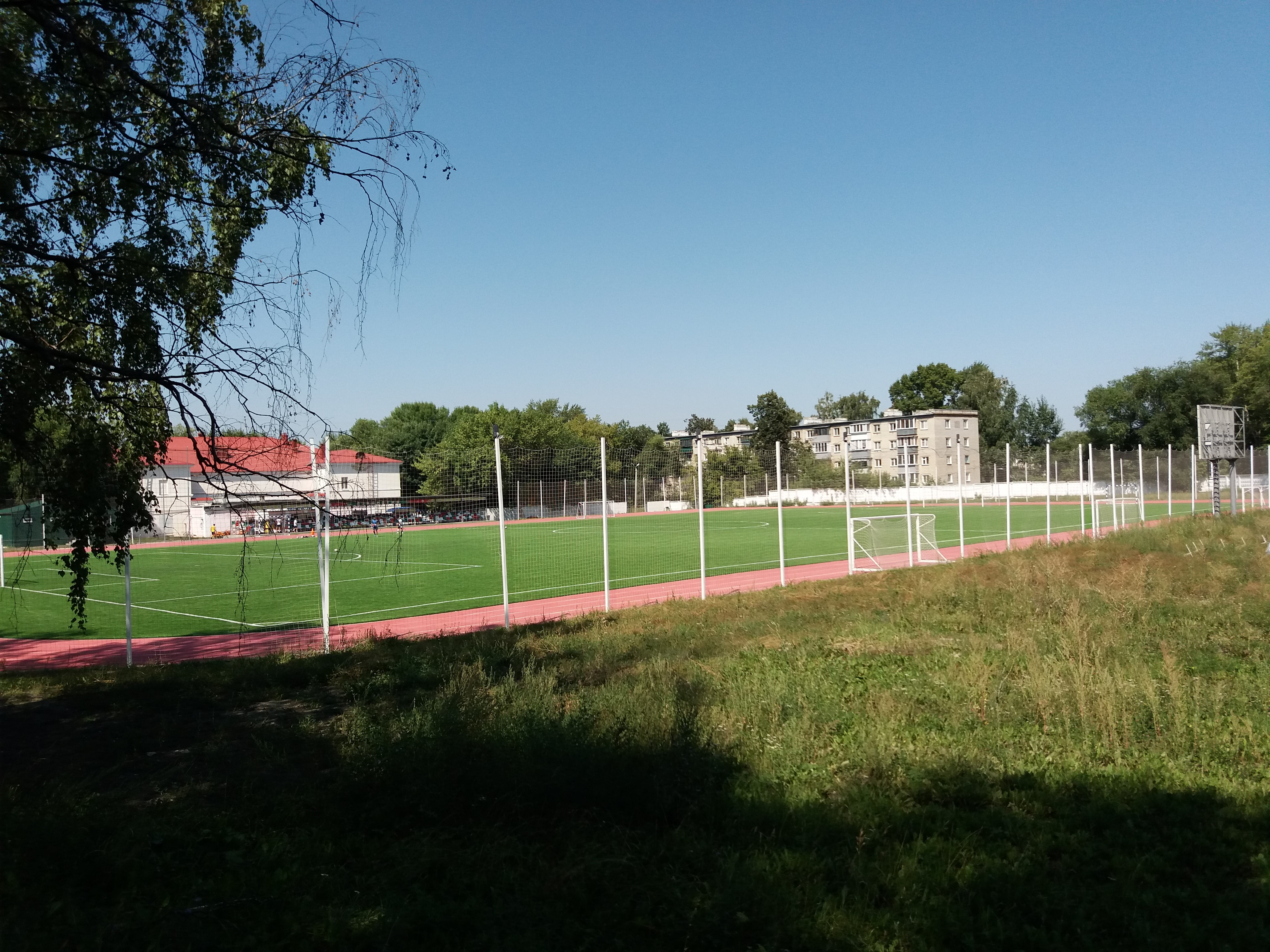
Стадион «Локомотив»
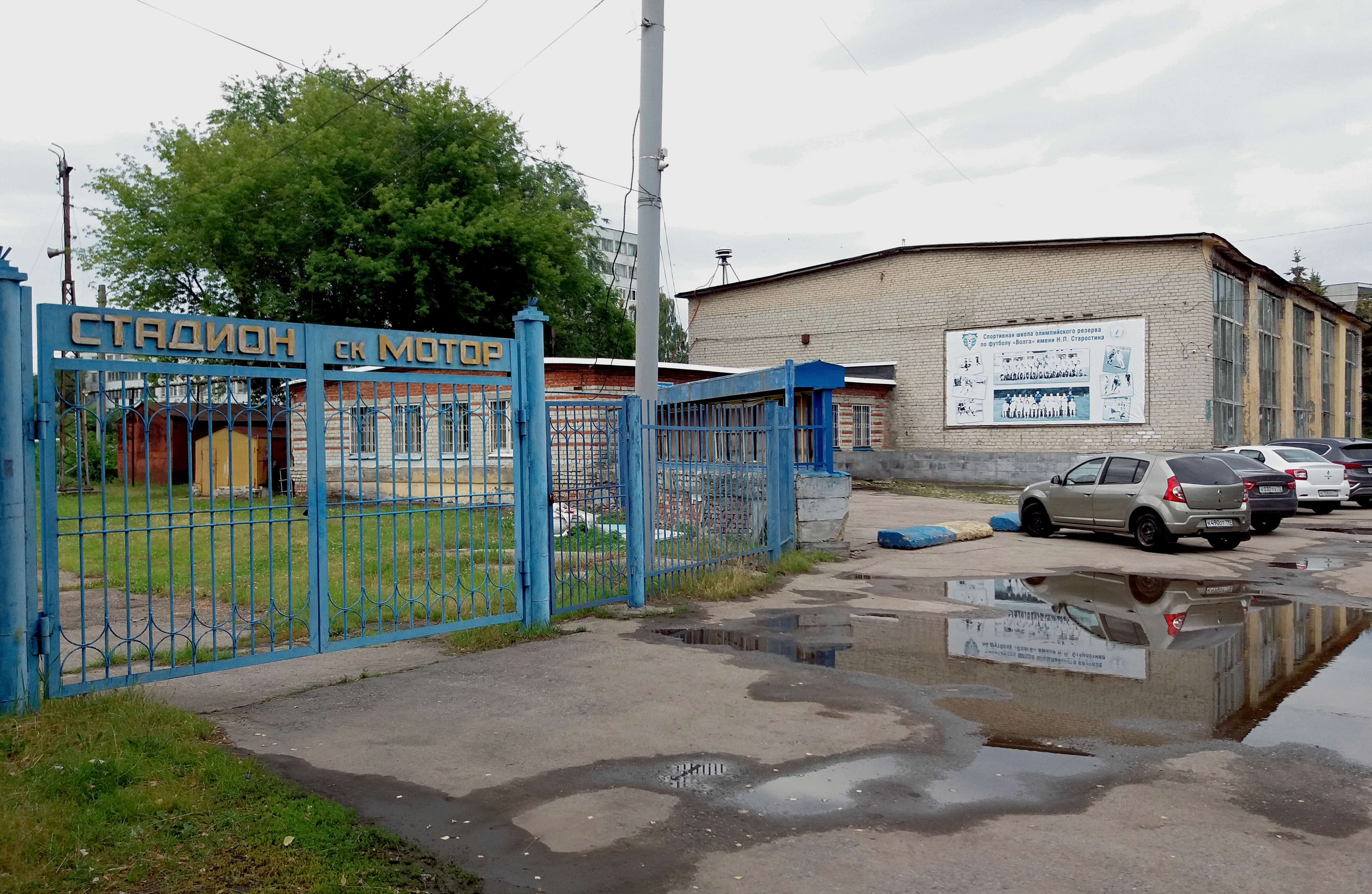
Стадион и СК «Мотор»
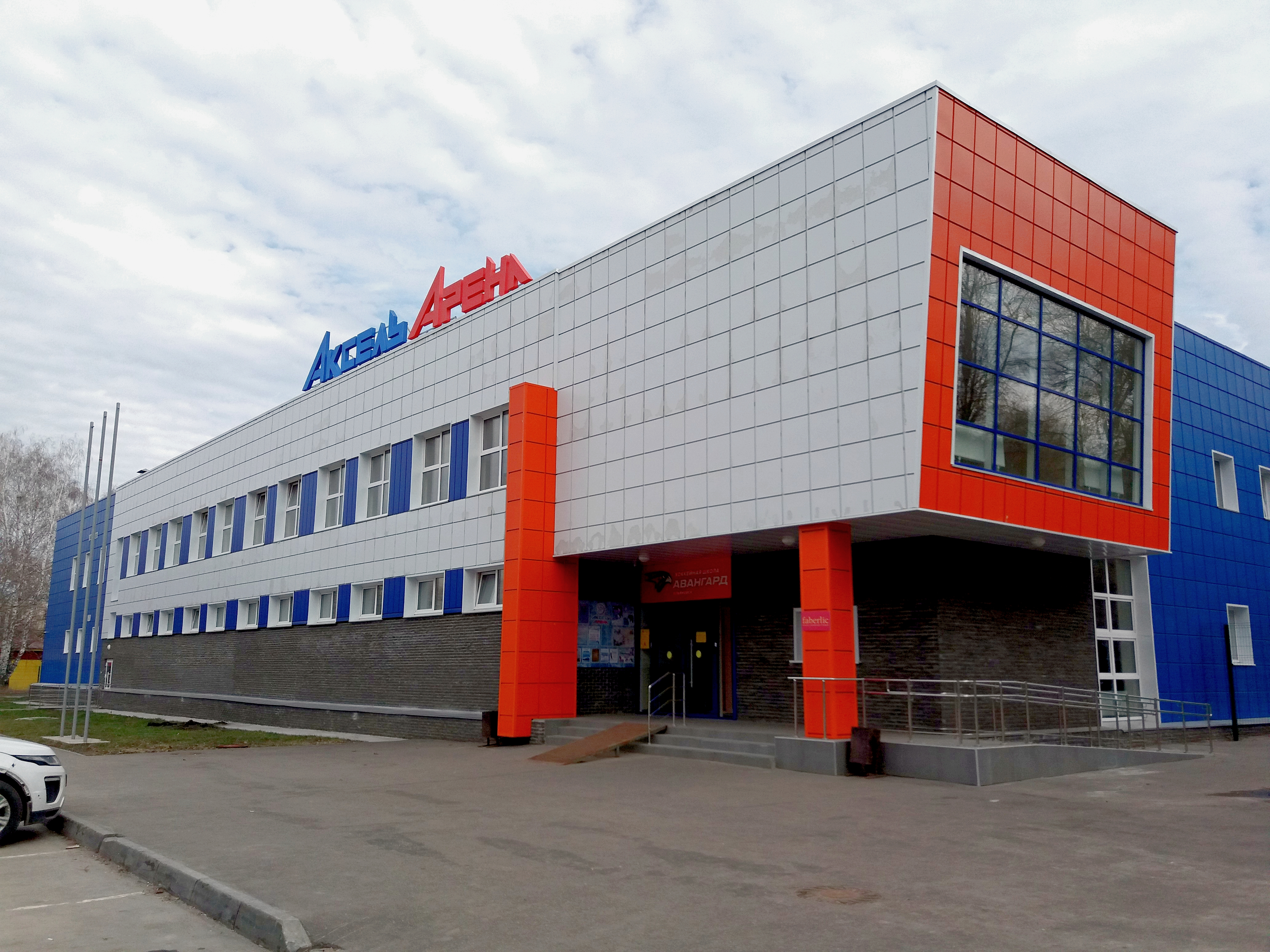
Ледовый комплекс «Аксель Арена»
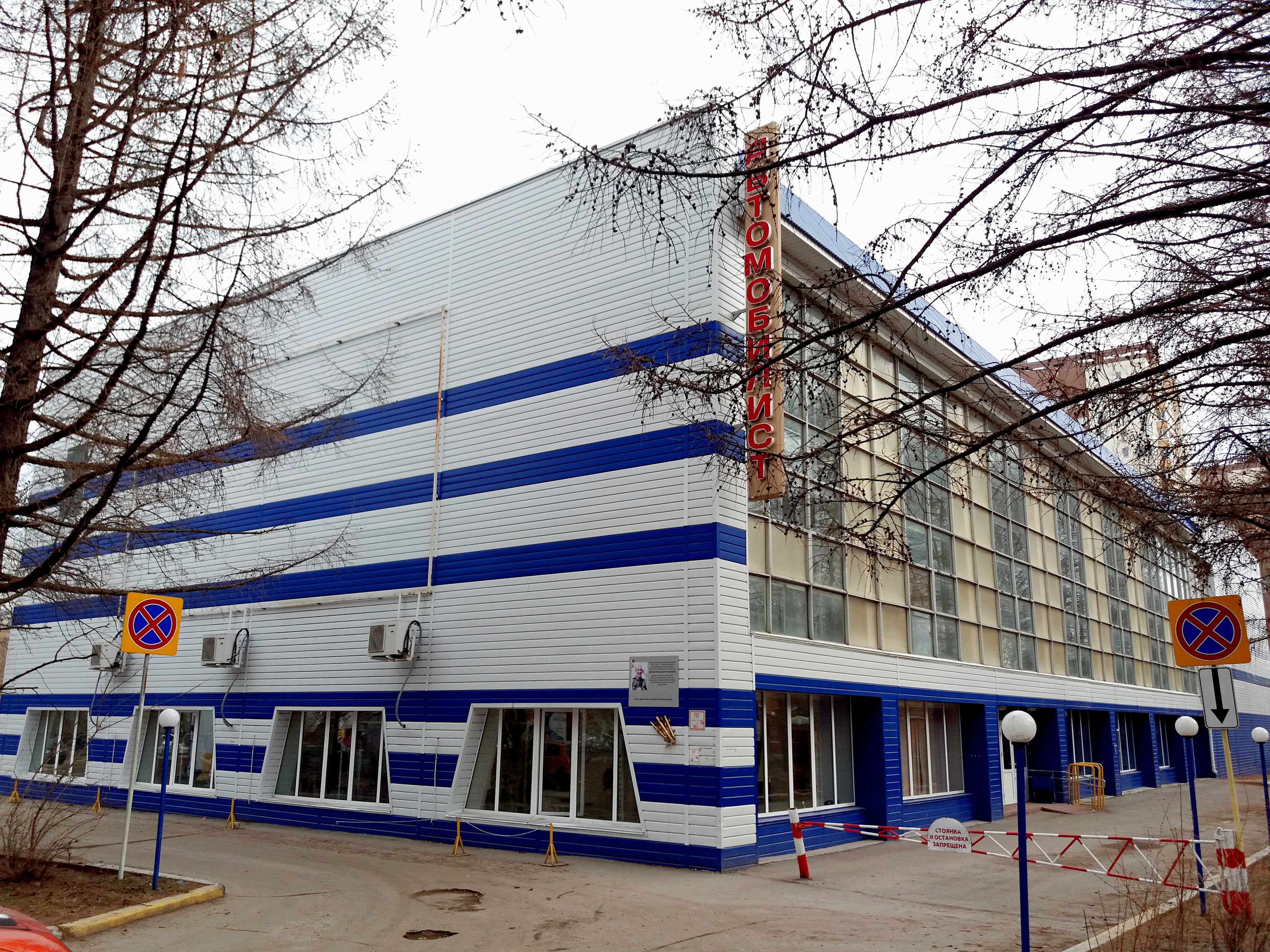
ФОК «Автомобилист»

## Медицина
- Центр микрохирургия глаза
- ГУЗ «Областной кардиологический диспансер»
- Поликлиника РЖД
- Горбольница № 3
- Поликлиника № 2
- Горполиклиника № 7 (филиал)
- Детская поликлиника

## Известные уроженцы, жители
- Наумова Екатерина Григорьевна — наладчица оборудования УМЗ, Герой Социалистического Труда.
- Курнаков Георгий Дмитриевич — советский и российский государственный и общественный деятель. Почётный гражданин Ульяновской области.
- Исаев Юрий Алексеевич — в 1979—1986 годах — директор Ульяновского моторного завода производственного объединения «АвтоУАЗ».
- Полянсков Юрий Вячеславович — доктор технических наук, профессор, президент (ранее ректор) УлГУ.
- Ермаков Сергей Николаевич — бывший глава муниципального образования «Город Ульяновск», С 1980 по 1990 год работал начальником Ульяновского отделения Куйбышевской железной дороги, проживал на проспекте Гая[47].
- Мишин Николай Петрович — советский футболист, воспитанник футбольной секции ЗМД.
- Рушкин Анатолий Григорьевич — советский хоккеист с мячом, мастер спорта СССР международного класса (1969), заслуженный тренер России (1996), чемпион мира, воспитанник ульяновской ДЮСШ «Мотор».
- Заикин Александр Евгеньевич — российский футболист, воспитанник ульяновской ДЮСШ «Мотор».
- Серков Пётр Павлович — судья Верховного суда Российской Федерации (с 2003 года), работал народным судьёй Железнодорожного районного суда[48].
- Будилин Иван Михайлович — Герой Советского Союза (1943), работал плотником на местном хлебозаводе № 3.
- Кожемякин Дмитрий Сергеевич — Герой Российской Федерации (12.03.2000, посмертно), родился, учился в 48 школе.
- Морозов Сергей Иванович — экс-губернатор области, жил на улице Луначарского, учился в 31-й школе[47].